# 시마즈 모치히사 (센고쿠 시대)

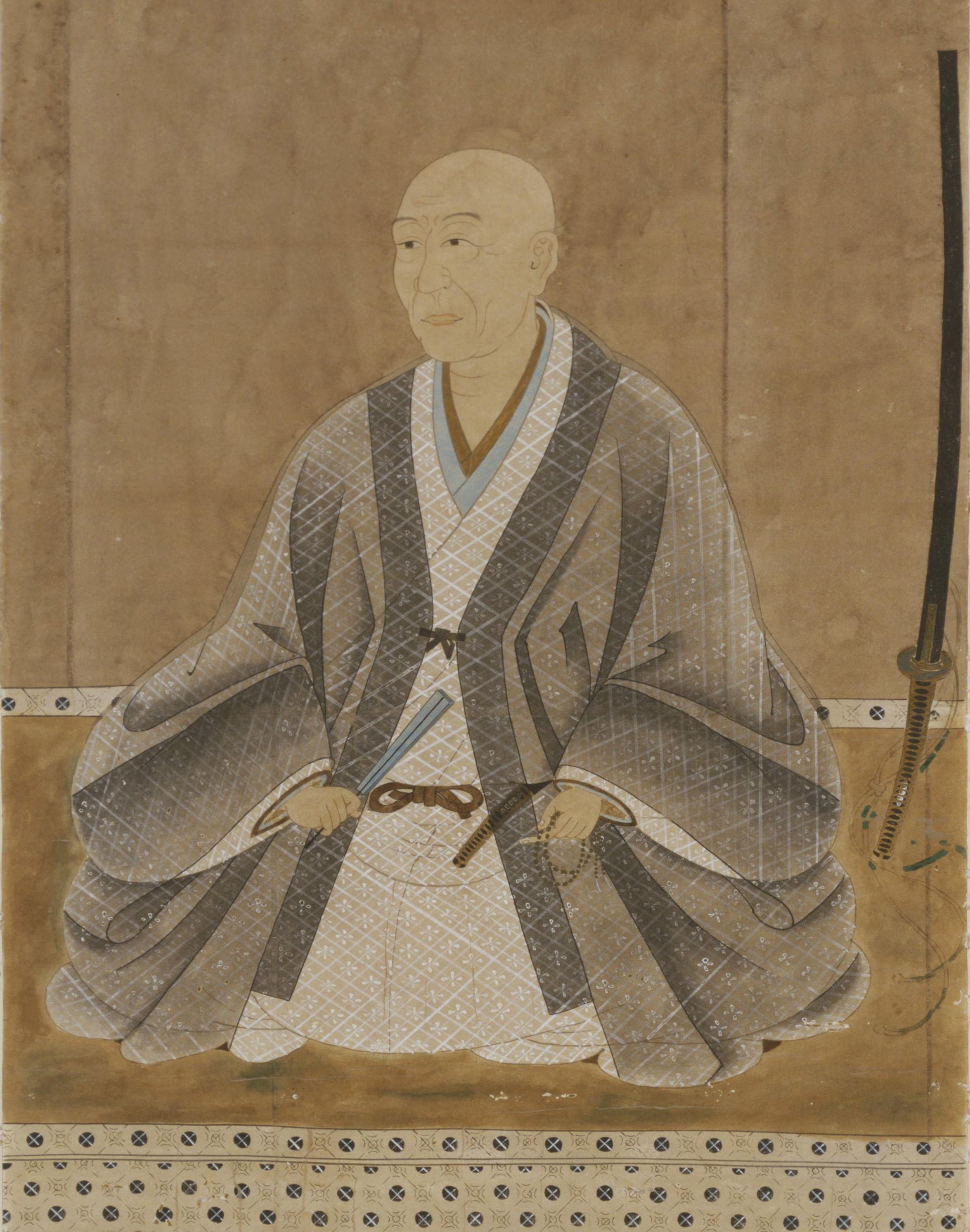
시마즈 모치히사

시마즈 모치히사(일본어: 島津以久, 1550년 8월 2일 ~ 1610년 5월 31일)는 센고쿠 시대부터 에도 시대 초기까지의 무장, 다이묘이다. 휴가 사도와라번 초대 번주를 지냈다. 원복 후 첫 이름은 유키히사(幸久). 부친은 시마즈 다다마사이다.
|  | 제1대 사도와라번 번주 (사도와라 시마즈가) 1603년 ~ 1610년 | 후임 시마즈 다다오키 |